# میرمن آزاده
میرمن آزاده متولد سال ۱۳۱۹ شمسی وفات ۱۰ سنبله ۱۴۰۳ آفتابی در باغبان کوچه کابل تولد گردید. آزاده پس از میرمن پروین دومین آوازخوان زن در دنیای موسیقی افغانستان بود. او با اجرای اولین آهنگ‌اش به‌نام «من گلفروشم از شوق چشمت نرگس فروشم.» پیش قراول زنان در دنیای موسیقی افغانستان شد. آزاده در سال ۱۳۳۵ به سن ۱۶ سالگی به آواز خوانی پرداخت. این آواز خوانی زن در شرایط بسیار ذیق و دشوار بود. مشوق آزاده برادرش زمان انوری است. نام هنری آزاده را استاد خیال به اوگذاشت. آزاده پس خواندن ۱۲ آهنگ شوهر نموده شوهرش اورا از آواز خوانی ممنوع نمود. ‏

## وفات
میرمن آزاده در کارته‌پروان کابل برای سالها زندگی می‌نمود. پس از جنگ‌های تنظیمی او به کشور کانادا مهاجر گردید. بالاخره بتاریخ ۱۰ سنبله ۱۴۰۳ در کانادا به عمر ۸۴ سالگی فوت نموده در همانجادفن گردید. ‏ میرمن آزاده داری یک پسر و یک دختر می‌باشد.

## آهنگهای آزاده ‏
- میرمن آراده- نازکو ناز کو به مه سیل کو در یوتیوب
- میرمن آزاده ـ مست نازی لیلا در یوتیوب
- میرمن آزاده ـ انتظار در یوتیوب
- میرمن آزاده ـ نن می یار راضی در یوتیوب
- میرمن آزاده ـ مست نازی لیلا در یوتیوب
- میرمن آزاده ـ من لاله آزادم در فیس‌بوک
- میرمن آزاده ـ قاصد ورشه دلبر ته ووایه سلام زما در فیس‌بوک
- میرمن آزاده ـ قاصده ورشه دلبرته ووایه سلام در فیس‌بوک
- میرمن آزاده ـ شرین روباه بمره بیا یریم خانه در فیس‌بوک
- میرمن آزاده ـ آهسته برو در یوتیوب

میرمن آزاده ـ سمنک در جوش ما کپچه زنیم
- . کی صدا بلبل
- . بچینم گل برایت ‏